# Ił-62

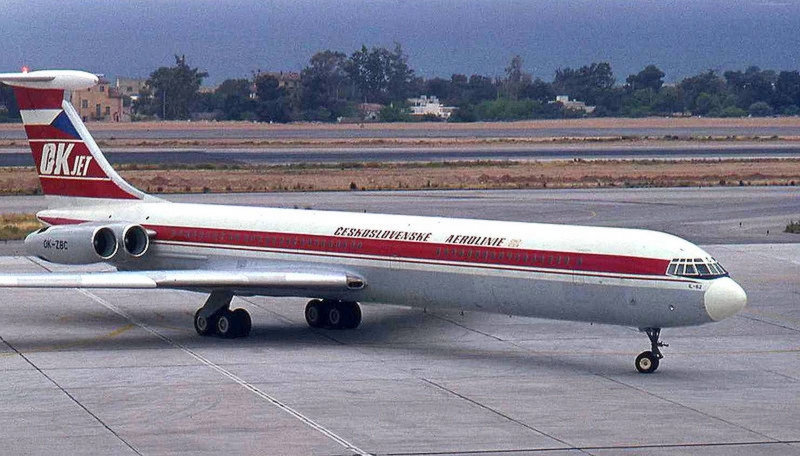
Ił-62 Československé aerolinie (1972)

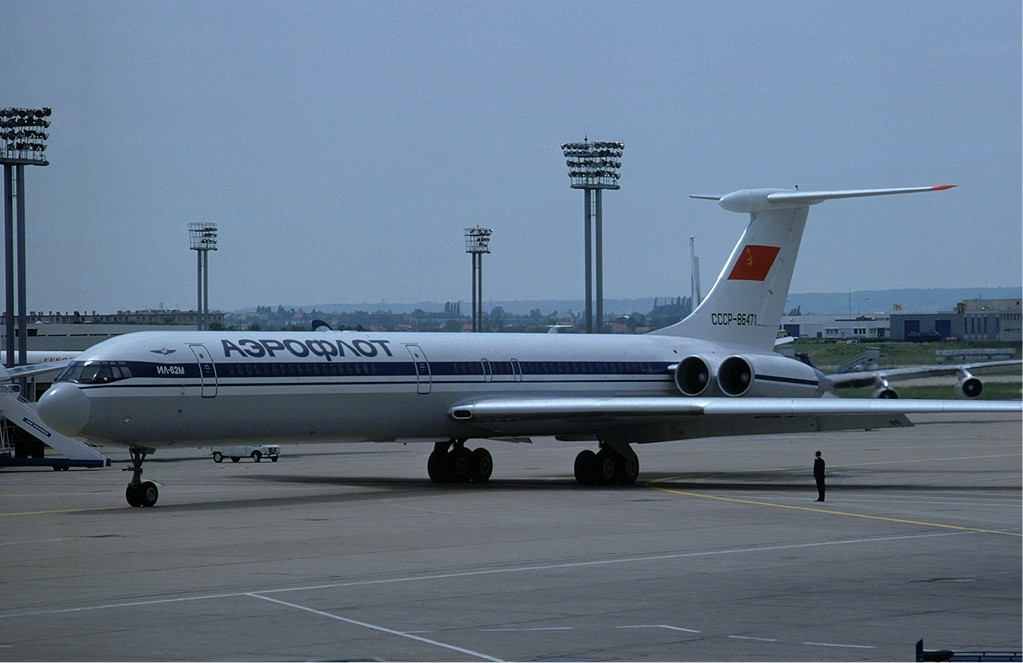
Ił-62M linii Aerofłot (1977)

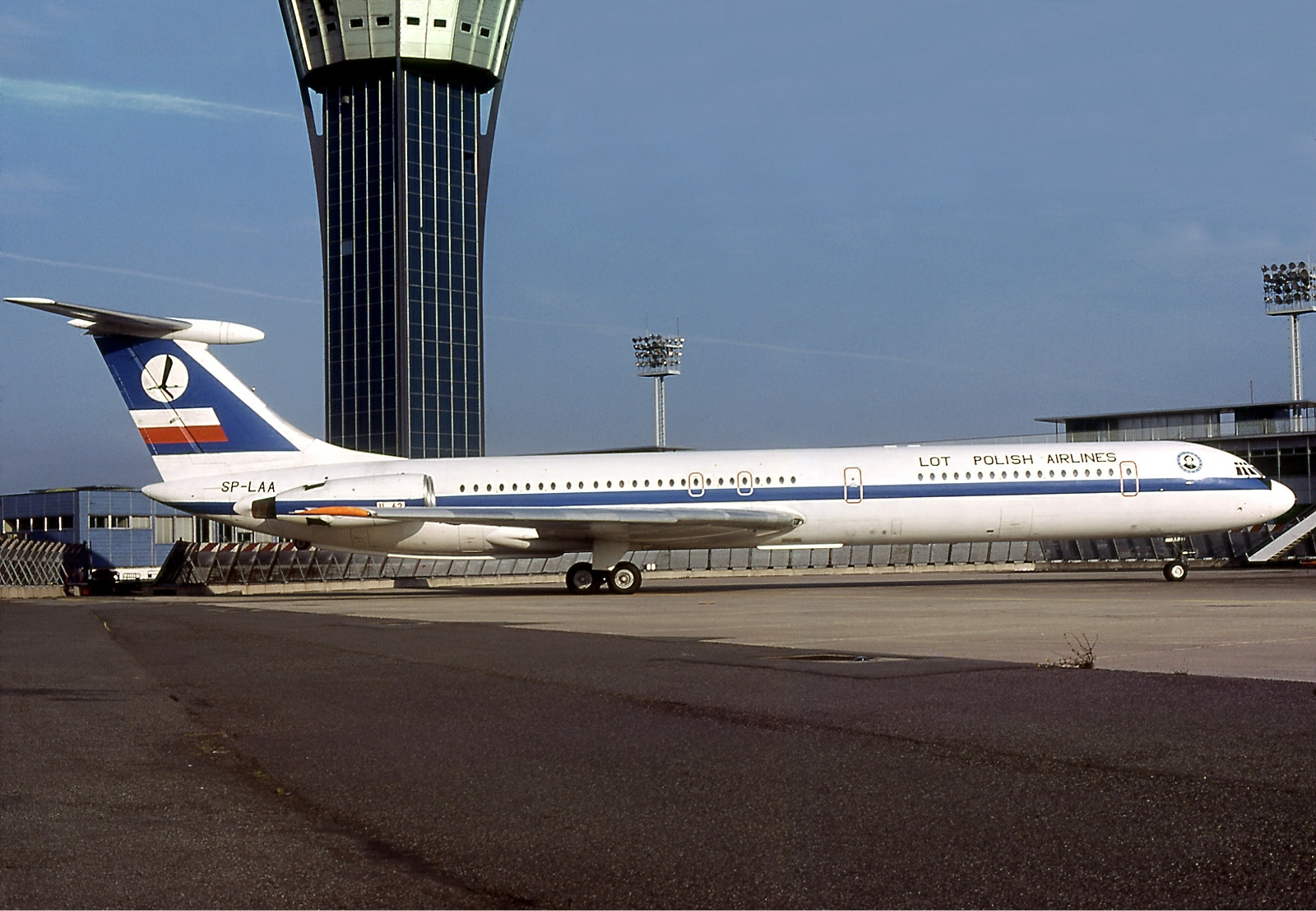
Ił-62 w starych barwach PLL LOT (1978)

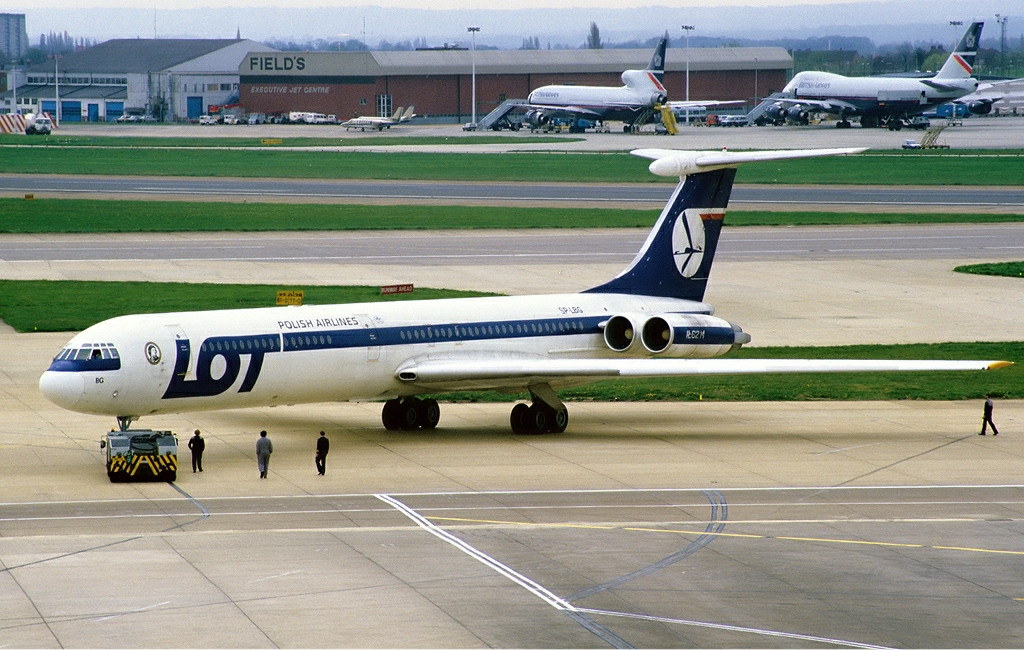
Samolot Ił-62M w barwach PLL LOT (1987)

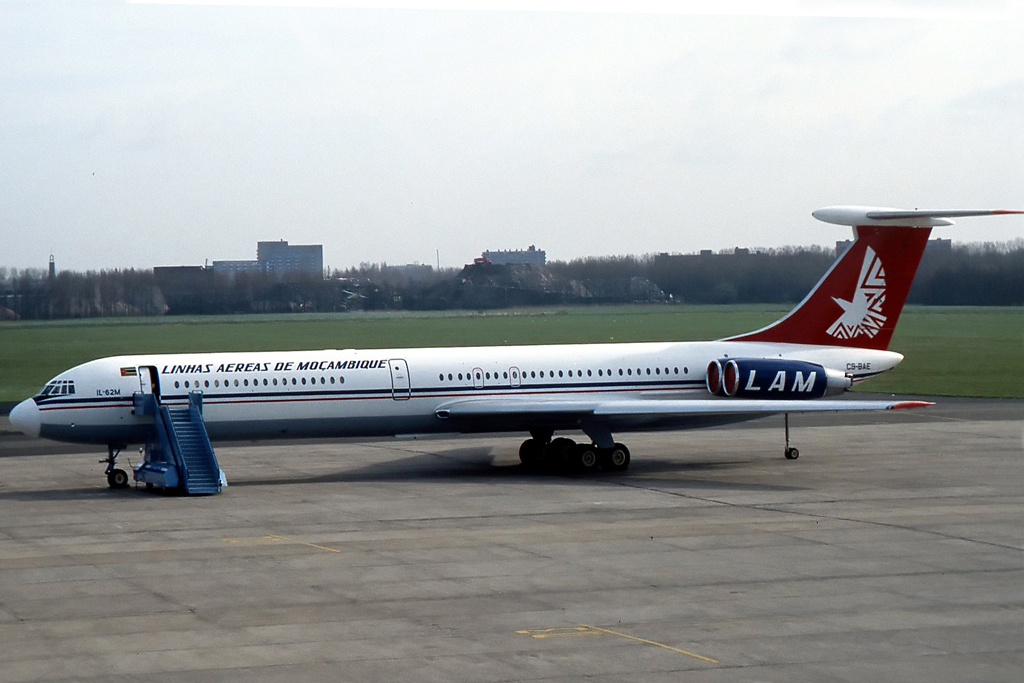
Ił-62M w barwach LAM Mozambique Airlines (1989)

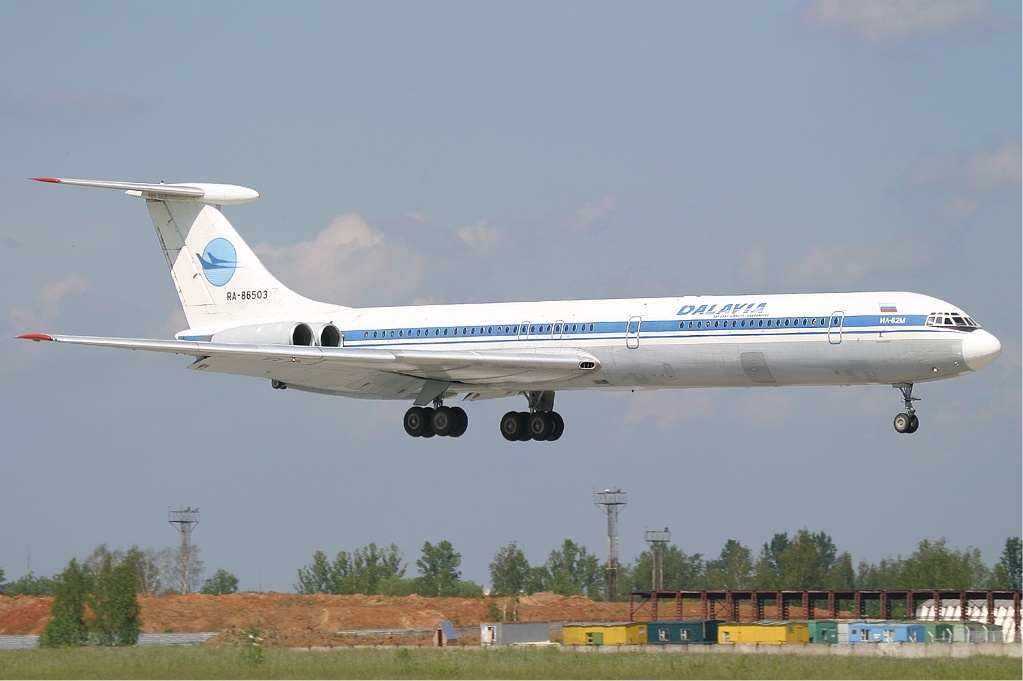
Ił-62M Dalavia (2004)

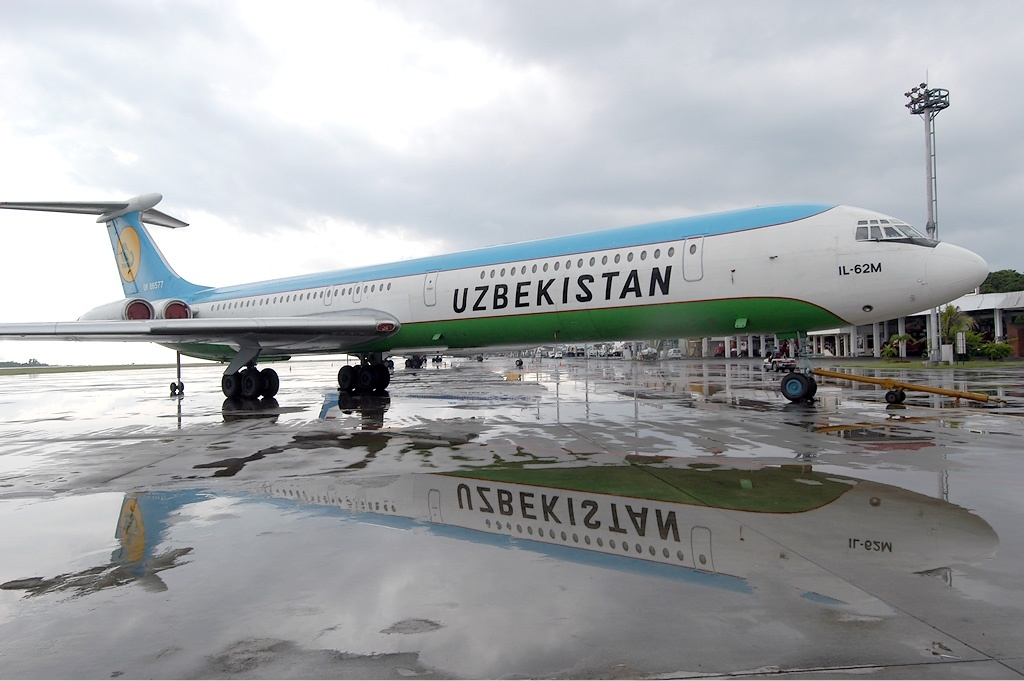
Ił-62M linii Uzbekistan Airways (2004)

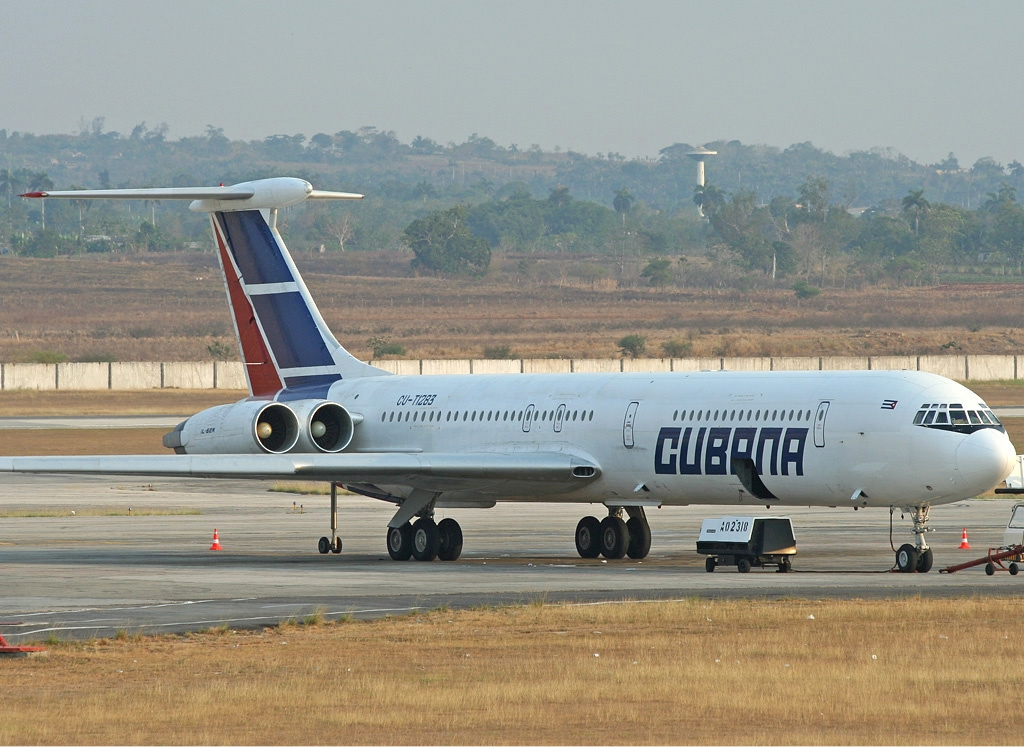
Ił-62M Cubana de Aviación (2006)

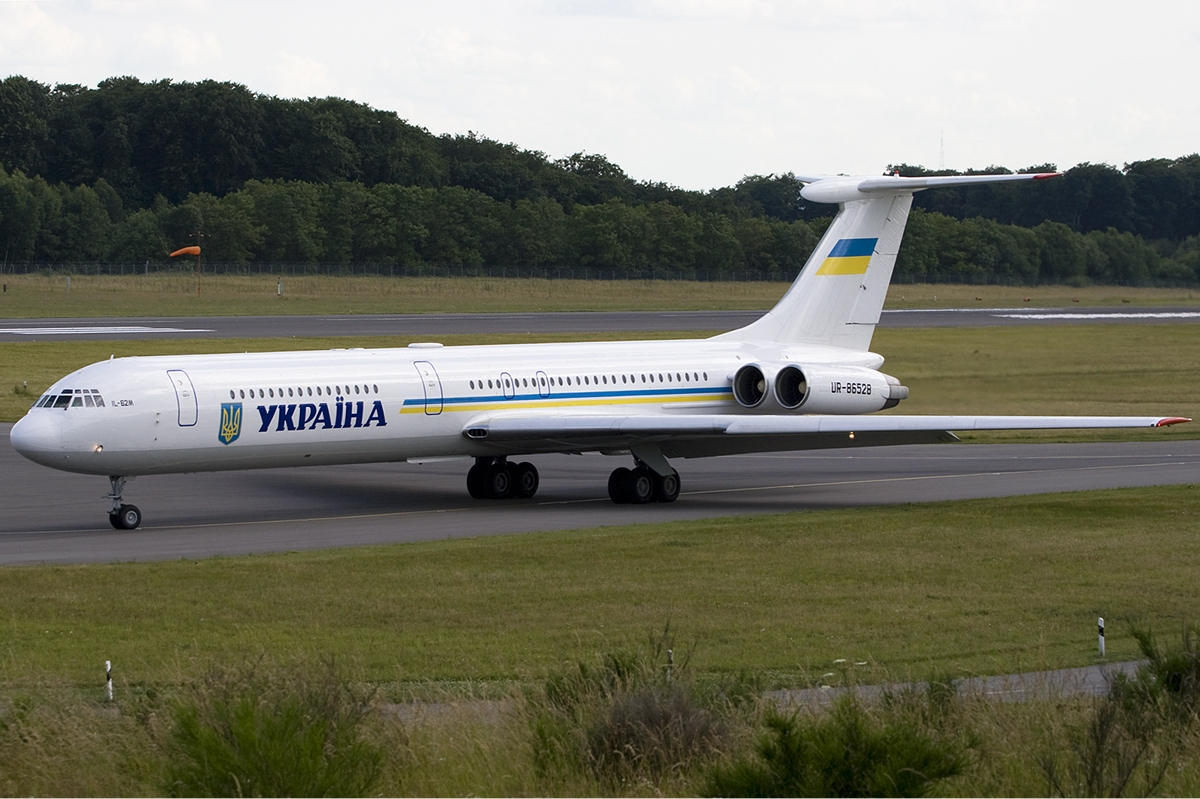
Ił-62M Ukrainy (2009)

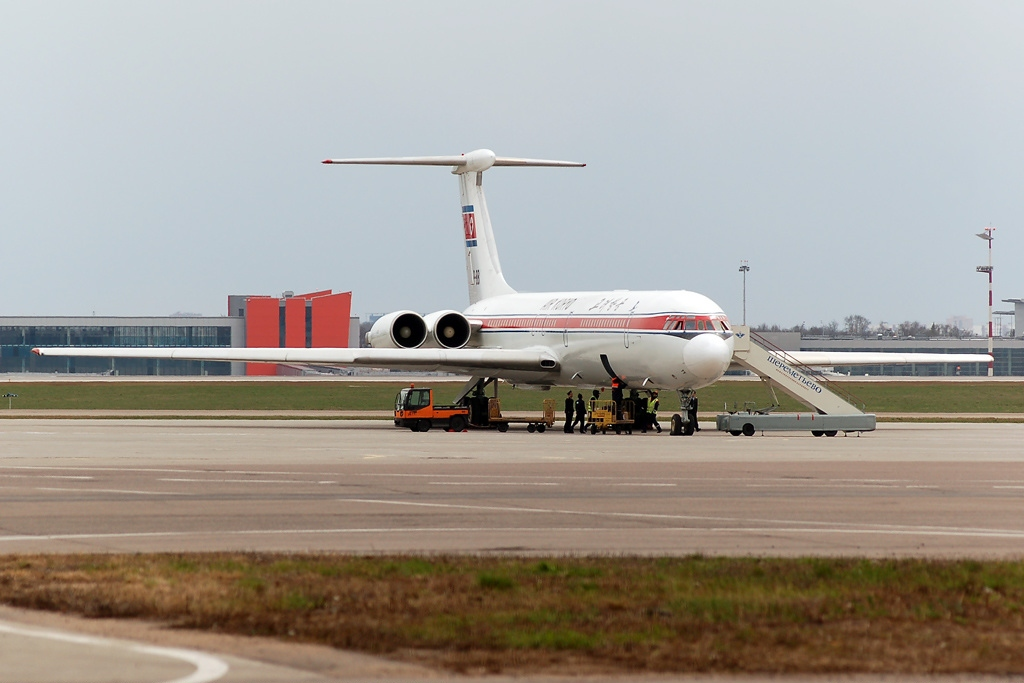
Air Koryo Ił-62M (2010)

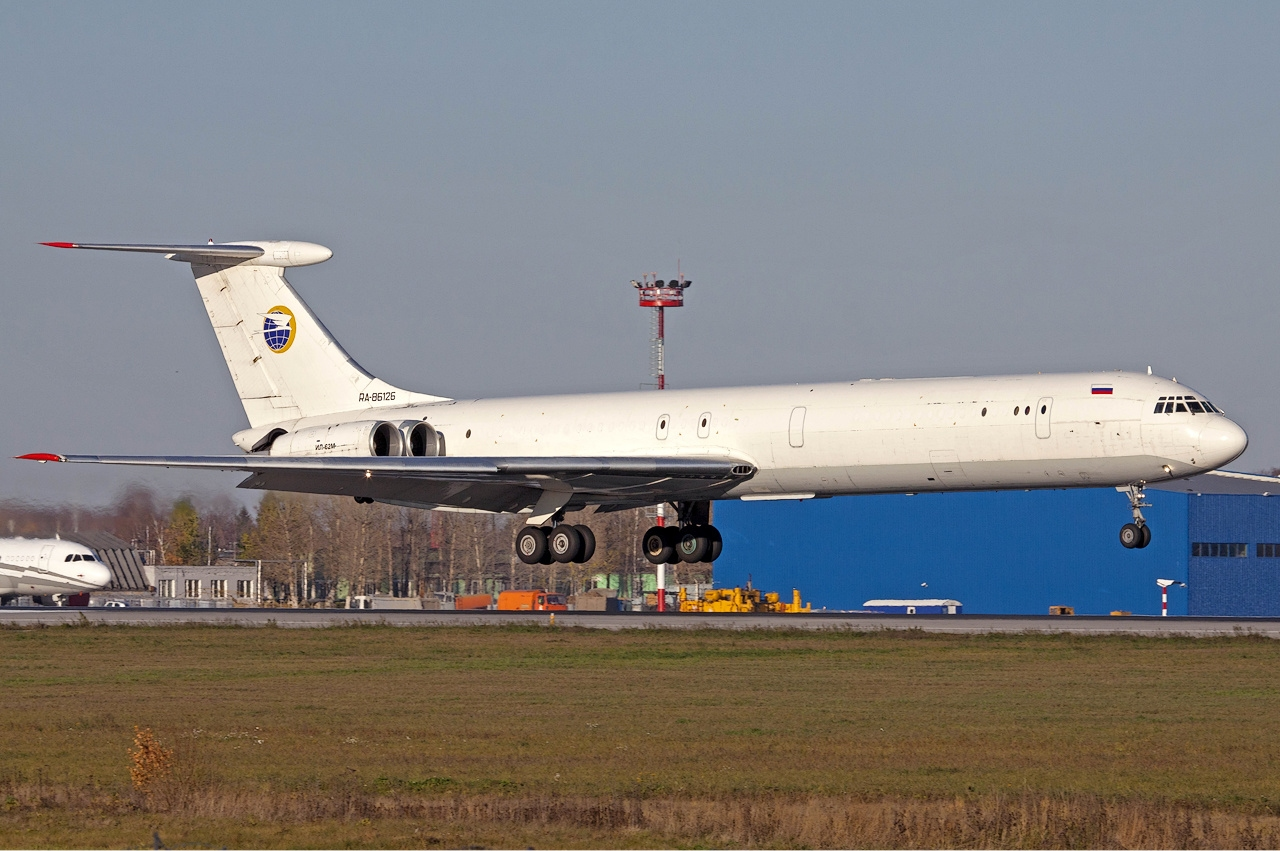
Ił-62M w konfiguracji transportowej należący do KAPO (2011)

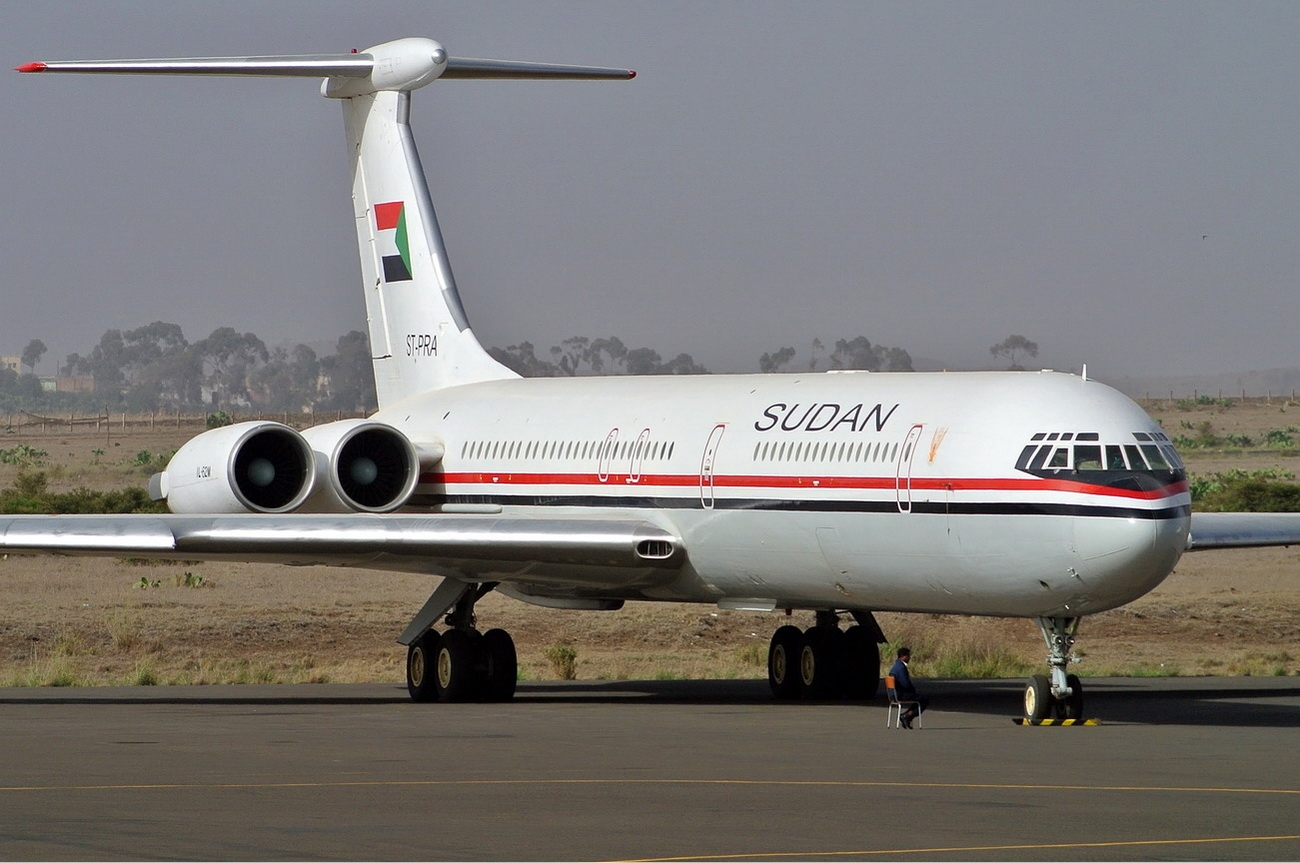
Ił-62M Sudańskich Sił Powietrznych (2012)

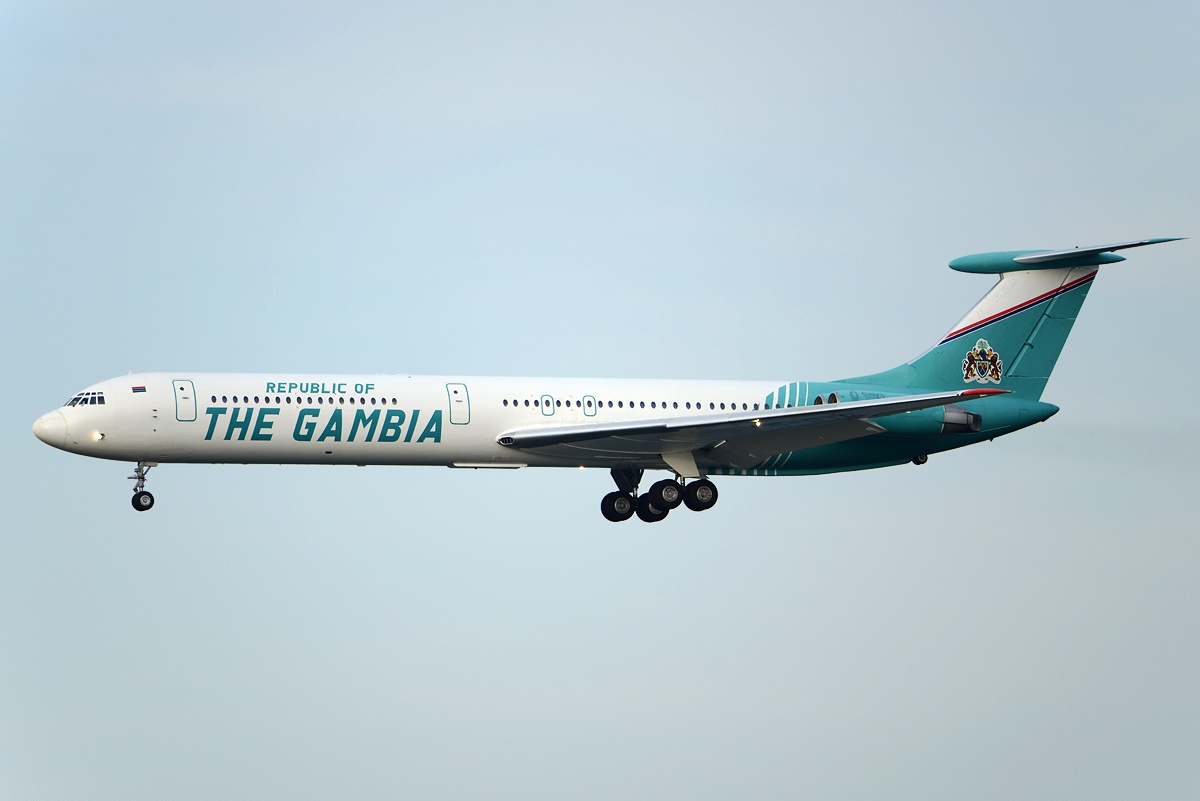
Samolot Ił-62M w malowaniu Gambijskich Sił Powietrznych (2013)

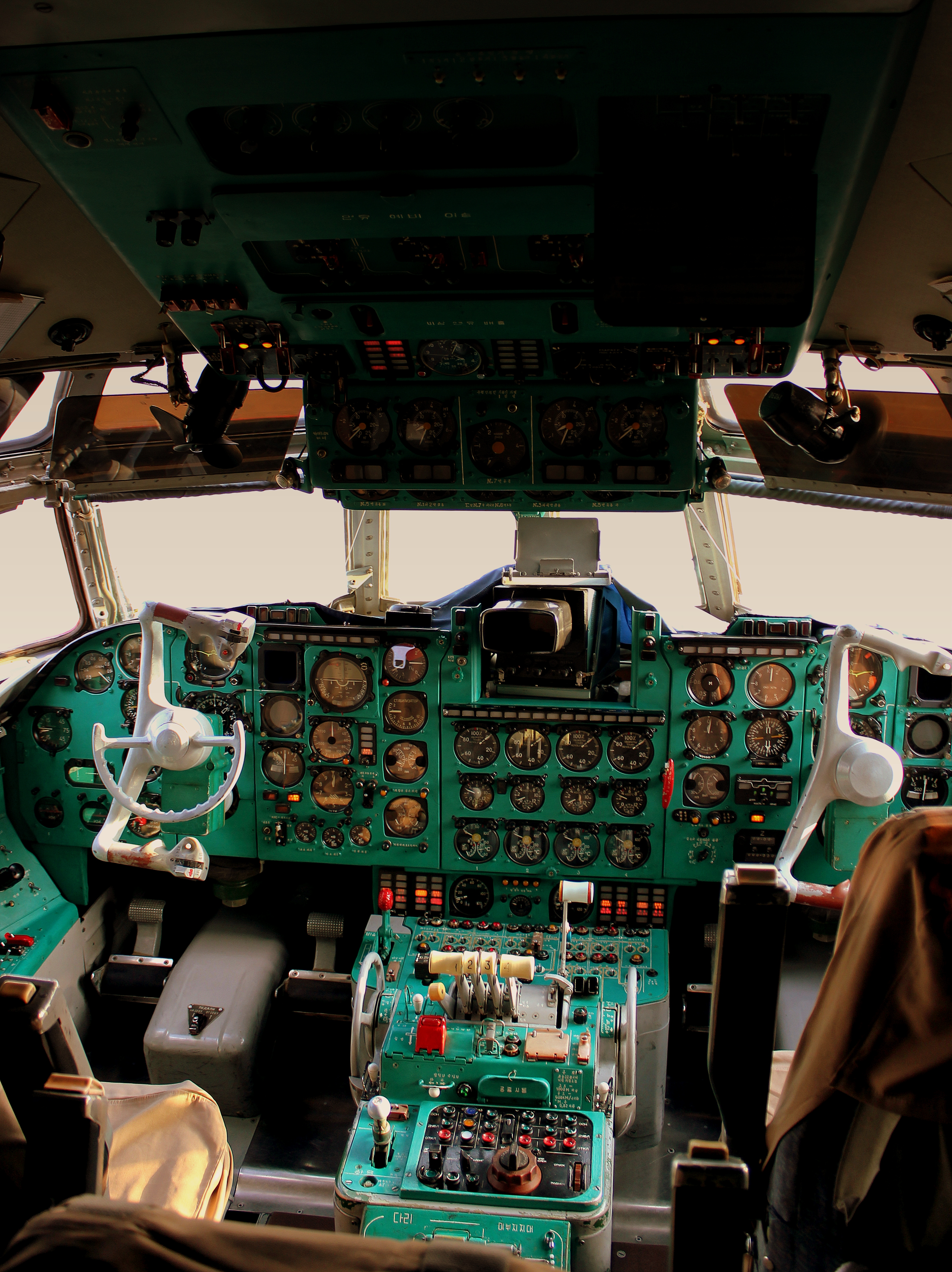
Kokpit samolotu Ił-62M

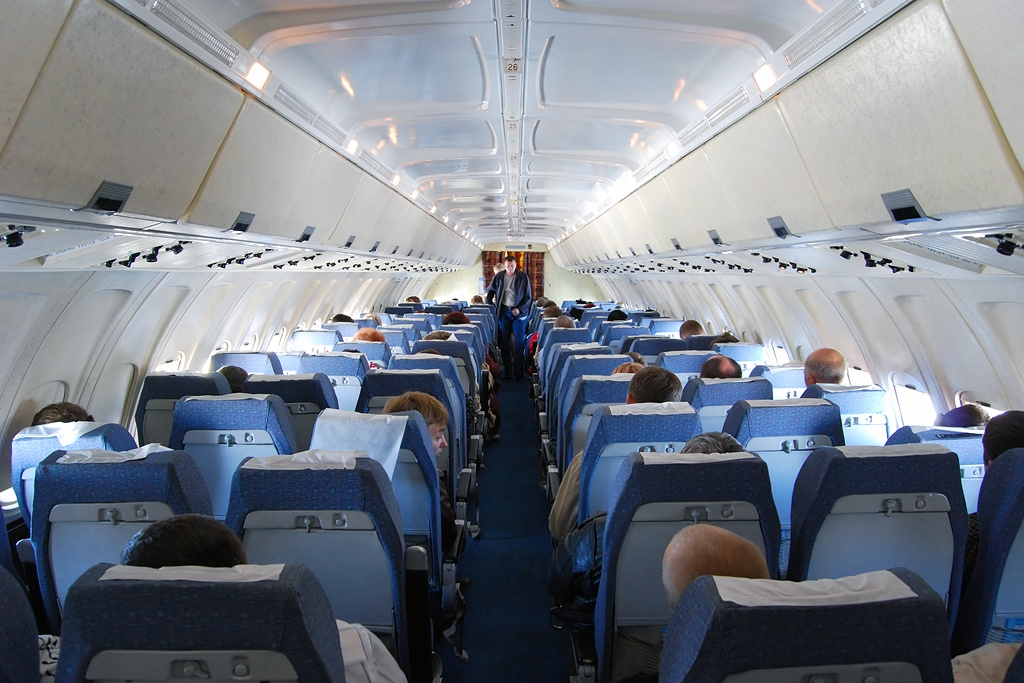
Kabina pasażerska samolotu Ił-62M linii Dalavia

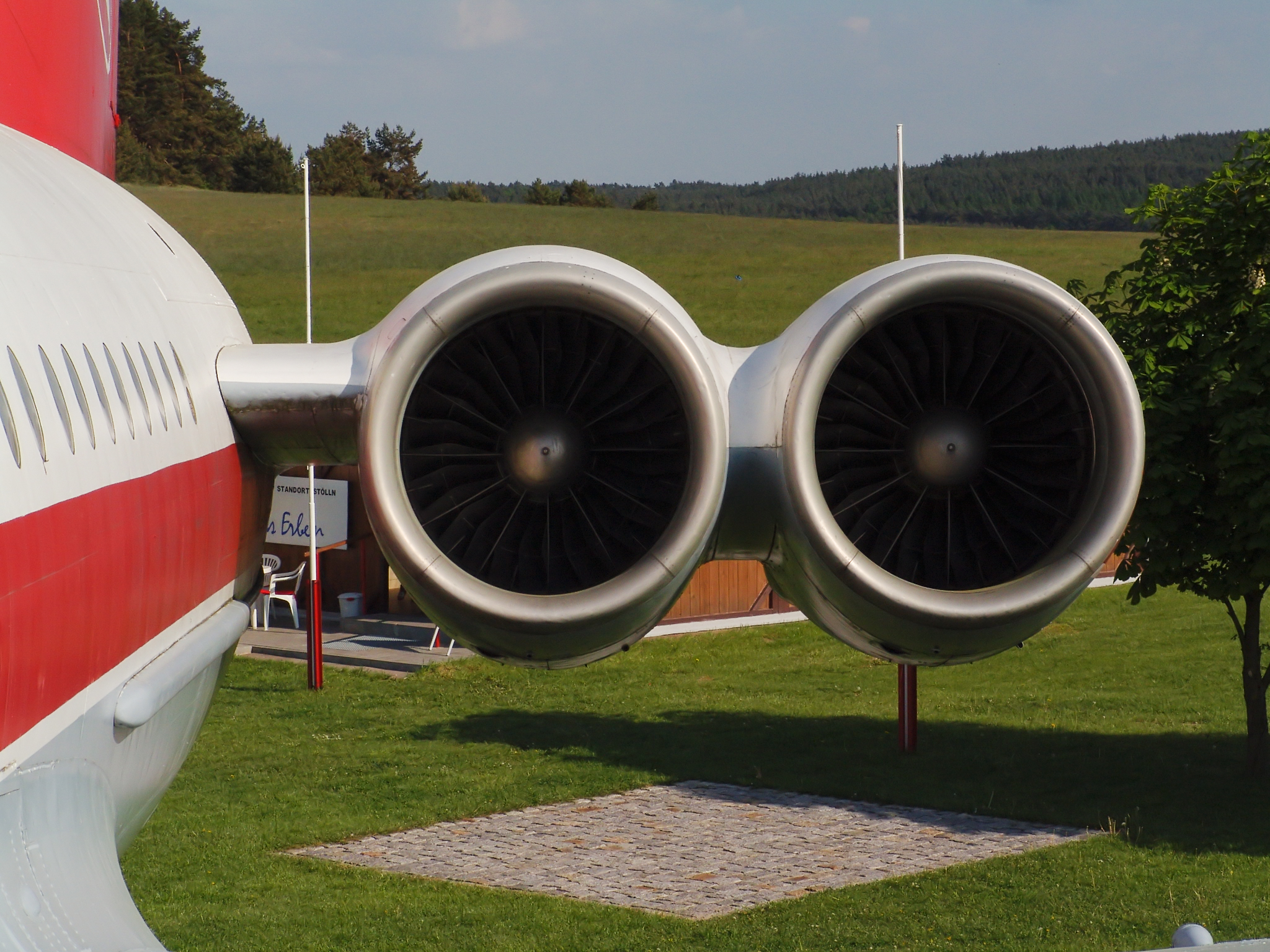
Jedna para silników Ił-a 62 z bliska

Ił-62 (ros. Ил-62) – czterosilnikowy samolot pasażerski dalekiego zasięgu produkcji radzieckiej, zaprojektowany w biurze konstrukcyjnym Iljuszyna jako następca Ił-18, na trasach transatlantyckich zastąpił maszyny Tupolewa Tu-114.

## Historia
Po II wojnie światowej, gdy ożywił się transport lotniczy, wiele linii lotniczych składało propozycje budowy samolotu dalekiego zasięgu do wielu producentów samolotów, np. Boeing i Douglas. Również Aerofłot zgłosił zapotrzebowanie na tego typu samolot. W połowie lat 50. XX wieku biuro konstrukcyjne Iljuszyna zaczęło pracować nad samolotem mogącym pomieścić około 180 pasażerów, mogącym pokonać odległość 7000–8000 km bez międzylądowania. Ponadto projektowany samolot miał zastąpić popularne samoloty turbośmigłowe Ił-18 i Tu-114. Projektowany samolot otrzymał nazwę Ił-62, posiadał 4 silniki odrzutowe umieszczone z tyłu kadłuba i tylne usterzenie w układzie T. Jego sylwetka była bardzo zbliżona do samolotu Vickers VC-10. Pierwszy egzemplarz wzniósł się w powietrze w sierpniu 1963. Samolot otrzymał 4 silniki odrzutowe NK-8, każdy o ciągu 108 kN.
Druga, ulepszona wersja otrzymała oznaczenie Ił-62M. Pierwszy samolot z tym oznaczeniem został oblatany w 1971 roku, a do użytku wszedł w roku 1973. Napędzany był cichszymi silnikami Sołowiew D-30KU, posiadał również dodatkowy zbiornik paliwa w ogonie.

## Konstrukcja
Konstrukcja kadłuba samolotu Ił-62 jest zbliżona do brytyjskiego samolotu pasażerskiego Vickersa VC-10, były to jedyne samoloty tej wielkości posiadające cztery silniki umieszczone w ogonie samolotu. Konstrukcje te jednak różniły się pod wieloma względami: zasięgiem, zastosowanymi rozwiązaniami technicznymi itd. Samolot na pokład (w zależności od wersji) zabierał od 168 do 195 pasażerów, załogę stanowiło 5 osób. Był to pierwszy, radzieckiej produkcji, odrzutowy samolot pasażerski zaprojektowany jako samolot długodystansowy (pierwszym był turbośmigłowy Tu-114). Była to konstrukcja całkowicie metalowa, półskorupowa o skosie płata +32,5°. Kabina hermetyzowana i klimatyzowana. Zbiorniki paliwa umieszczono w skrzydłach. Samolot posiadał chowane podwozie z kółkiem przednim oraz kółkiem z tyłu kadłuba, które wysuwało się podczas gdy samolot stał na płycie postojowej. Miało ono zapobiec przechyleniu się samolotu do tyłu, gdyż przednia część kadłuba bez pasażerów była lekka, natomiast silniki umieszczone na ogonie i całe usterzenie było znacznie cięższe. Kabina załogi posiadała wyposażenie do lotów z ograniczoną widocznością.
Wersja zmodernizowana (Ił-62M), w stosunku do wersji pierwotnej cechowała się, oprócz większej liczby miejsc, większym zasięgiem i krótszym rozbiegiem oraz dodatkowym zbiornikiem paliwa w części ogonowej. W 2009 w służbie pozostało 25 egzemplarzy.
Przyjęty układ konstrukcyjny z 4 silnikami był rzadko stosowany; oprócz Ił-62, VC-10 oraz Lockheed Jetstar nie powstały inne samoloty w takim układzie. Jego wadą jest bliskie sąsiedztwo umiejscowionych w ogonie silników, co w razie zaistnienia przyczyny niszczącej jeden silnik doprowadzało z reguły do uszkodzenia drugiego – sąsiedniego. Jest on również nieco głośniejszy w porównaniu do silników montowanych pod skrzydłami. Zarówno silniki NK-8, jak i późniejsze D-30 cechowały się błędami konstrukcyjno-montażowo-wykonawczymi (obecność karbów na wale silnika, błędy konstrukcji łożyska podpory pośredniej wału), co było przyczyną drugiej tragicznej katastrofy w pobliżu lotniska Okęcie. Pierwsza katastrofa była spowodowana rozerwaniem łopatki turbiny, która zniszczyła silnik i systemy sterowania wysokością (Ił-62 posiadał tylko jeden system, linowo cięgłowy bez wspomagania). W katastrofie tej w 1980 roku zginęła Anna Jantar.
Samoloty te posiadały też niedobór ciągu w razie startu z pełnym obciążeniem w warunkach wysokiej temperatury otoczenia.

## Historia użytkowania
Głównym użytkownikiem samolotów był Aerofłot. Po wprowadzeniu wersji Ił-62M, Aerofłot stopniowo zaczął zastępować nową wersją starsze samoloty Ił-62. Pierwszy eksport nastąpił w 1969 do czechosłowackich linii lotniczych. Powodem opóźnienia było wstrzymanie eksportu na rzecz Aerofłotu. Podobnie było z modelem Ił-62M, który dopiero po 6 latach użytkowania został pierwszy raz wyeksportowany na Kubę. Najwięcej samolotów poza ZSRR było użytkowane w NRD, Czechosłowacji i na Kubie. NRD-owski Interflug posiadał 24 maszyny. W Czechosłowacji łącznie użytkowano 21 samolotów, natomiast na Kubie 28. W 1973 w liniach lotniczych latało około 60 samolotów Ił-62, a w 1989 wzrosła ona do 165 samolotów. W Aerofłocie samolot był bardzo popularny, często samoloty te latały nawet 17 godzin na dobę. Ił-62 w eksploatacji uzyskał lepsze osiągi niż planowano. Pobił w tym również samoloty Vickers VC-10 i Boeing 707. W 1970 linie Air France i Japan Airlines wydzierżawiły samoloty Ił-62 do obsługi połączeń dalekodystansowych. W 1971 linie KLM wydzierżawiły od Aerofłotu 9 samolotów na obsługę połączenia Amsterdam – Moskwa. Ił-62 był dobrze postrzegany przez pilotów i pasażerów. Przyczyniła się do tego duża stabilność pilotażu podczas lotu oraz ciche wnętrze samolotu. Model Ił-62 cechował się brakiem automatycznego załadunku bagażu i ładunków. Wpływało to znacznie na czas przygotowania samolotu do lotu. Ił-62M był już przystosowany do taśmowego załadunku bagaży i ładunków.

## Samoloty Ił-62(M) w barwach PLL LOT
Samoloty Ił-62 wprowadzono do floty PLL LOT w 1972 umożliwiając tym samym uruchomienie połączeń transoceanicznych. Pierwszy lot transatlantycki odbył się do Kanady. Pierwszy lot do Nowego Jorku odbył się 16 kwietnia 1973. 7 maja 1973 roku odbył się pierwszy lot do Tokio. Ogółem do floty PLL LOT wcielono 7 samolotów Ił-62. Po wprowadzeniu wersji zmodernizowanej Ił-62M zastąpiono dotychczas eksploatowane samoloty nową wersją, pozostawiając stronie radzieckiej stare samoloty w rozliczeniu. Do floty PLL LOT wcielono łącznie 9 maszyn w wersji zmodernizowanej Ił-62M. Wszystkim tym samolotom nadano imiona znanych Polaków. Wprowadzenie tych samolotów umożliwiło uruchomienie nowych, niemożliwych wcześniej połączeń, jednak błędy konstrukcyjne, materiałowe i niewłaściwe praktyki eksploatacyjne przyczyniły się do dwóch tragicznych katastrof.
Samolot „Mikołaj Kopernik” (wersja niezmodernizowana Ił-62, nr rej. SP-LAA), rozbił się w czasie podejścia do lądowania na lotnisku Warszawa Okęcie 14 marca 1980, zginęła wówczas, między innymi, gwiazda polskiej estrady muzycznej Anna Jantar. 9 maja 1987 rozbił się także samolot „Tadeusz Kościuszko” (wersja zmodernizowana Ił-62M, nr rej. SP-LBG). Katastrofa w warszawskim Lesie Kabackim, pod względem liczby ofiar, stanowi najtragiczniejszy taki wypadek w historii polskiego lotnictwa. Uwarunkowania polityczne uniemożliwiały zmianę dostawcy samolotów, w związku z tym w eksploatowanych przez PLL LOT dokonano zmian techniczno-eksploatacyjnych podnoszących poziom bezpieczeństwa. Zmiany zostały oparte na doświadczeniach z katastrof i obejmowały:
- Zdublowanie układu sterowania samolotem.
- Zastosowanie bardziej rozbudowanego (w stosunku do pierwotnego) systemu wykrywania wibracji wałów silnika.
- Zastosowanie materiałów niepalnych w luku bagażowym.
- Zastosowanie sygnalizacji dymu w luku bagażowym (w miejsce sygnalizacji pożaru) – szybciej ostrzegającą o ewentualnym niebezpieczeństwie.
- Kontrolę laboratoryjną oleju w silniku po każdym locie.

Przekroczone drgania wału silnika podczas jednego z lotów Ił-62M spowodowały podjęcie decyzji o wyłączeniu silnika w locie z pasażerami (rejs nr 015 z Warszawy do Toronto w dniu 11 marca 1990) i start do lotu powrotnego bez pasażerów, na trzech silnikach oraz przylot na lotnisko Okęcie (dowódca kpt. dr inż. Tomasz Smolicz). Wspomniane procedury zapobiegły kolejnej tragedii; zdemontowany silnik wysłano do ZSRR, gdzie stwierdzono awarię łożyska podpory wału. To zdecydowało o rezygnacji z użytkowania samolotów tego typu przez PLL LOT.
Posiadane przez PLL LOT samoloty tej serii zostały sprzedane na Ukrainę (ostatni w lutym 1992), po czym niszczały przy płocie kijowskiego lotniska Boryspol.
Nadane imiona dla Ił-62 i Ił-62M wykorzystywanych przez PLL LOT:
Ił-62:
| Rejestracja         | Imię                   |
| ------------------- | ---------------------- |
| SP-LAA (cn 11004)   | Mikołaj Kopernik       |
| SP-LAB (cn 21105)   | Tadeusz Kościuszko     |
| SP-LAC (cn 31401)   | Fryderyk Chopin        |
| SP-LAD (cn 41604)   | Kazimierz Pułaski      |
| SP-LAE (cn 41802)   | Henryk Sienkiewicz     |
| SP-LAF (cn 62204)   | Adam Mickiewicz        |
| SP-LAG (cn 2725456) | Maria Skłodowska-Curie |

Ił-62M:
| Rejestracja         | Imię                                           |
| ------------------- | ---------------------------------------------- |
| SP-LBA (cn 2932526) | Janusz Kusociński (wcześniej Juliusz Słowacki) |
| SP-LBB (cn 1034152) | Ignacy Paderewski                              |
| SP-LBC (cn 3036253) | Joseph Conrad-Korzeniowski                     |
| SP-LBD (cn 1138234) | Władysław Sikorski                             |
| SP-LBE (cn 1138546) | Stanisław Moniuszko                            |
| SP-LBF (cn 2343554) | Fryderyk Chopin                                |
| SP-LBG (cn 3344942) | Tadeusz Kościuszko                             |
| SP-LBH (cn 1748445) | ?                                              |
| SP-LBI (cn 4831739) | ?                                              |

Dwa ostatnie IŁ-62M najprawdopodobniej nie miały już nazw własnych; na dostępnych zdjęciach samolotów brak jest malowanych portretów w przedniej części kadłuba. W barwach PLL LOT latał jeszcze jeden samolot Ił-62M z polską rejestracją SP-LBR, wypożyczony w 1987 z rumuńskich linii lotniczych TAROM, gdzie oryginalnie miał oznaczenie YR-IRD (cn 4727546).

## Użytkownicy
Stan na 18 października 2021:

### Cywilni
| Operator      | Liczba |
| ------------- | ------ |
| Air Koryo     | 2      |
| Rada Airlines | 3      |
| Łącznie       | 5      |

### Wojskowi
| Operator                                                    | Liczba |
| ----------------------------------------------------------- | ------ |
| Siły Powietrzne Koreańskiej Republiki Ludowo-Demokratycznej | 2      |
| Siły Powietrzne Federacji Rosyjskiej                        | 8      |
| Razem                                                       | 10     |

### Dawniej
- Angola
  - TAAG Angola Airlines
- Republika Środkowoafrykańska
  - Centalafricain
- Chiny
  - Civil Aviation Administration of China
- Czechosłowacja
  - Československé státní aerolinie
- Niemiecka Republika Demokratyczna
  - Interflug
- Egipt
  - EgyptAir
  - Alim Airlines
- Francja
  - Air France
- Gambia
  - New Millenium Air
- Gruzja
  - Airzena
- Gujana
  - Guyana Airways
- Węgry
  - Malev
- Indie
  - Air India
- Iran
  - Aria Air
- Japonia
  - Japan Airlines
- Kazachstan
  - Air Kokshetau
  - Deta Air
  - Trans Asian Airlines
  - Trust Air
- Kambodża
  - Yana Airlines
- Kirgistan
  - Quadro-Aero
- Kuba
  - Cubana de Aviación
- Łotwa
  - Inversija Airlines
- Libia
  - Libyan Arab Airlines
- Mozambik
  - LAM Mozambique Airlines
- Holandia
  - KLM
- Polska
  - Polskie Linie Lotnicze LOT
- Rumunia
  - TAROM
- Rosja
  - Airstars
  - Alpha Airlines
  - Aviaenergo
  - Bural
  - Dalavia
  - Domodedovo Airlines
  - Interavia
  - Kazańskie Zjednoczenie Przemysłu Lotniczego

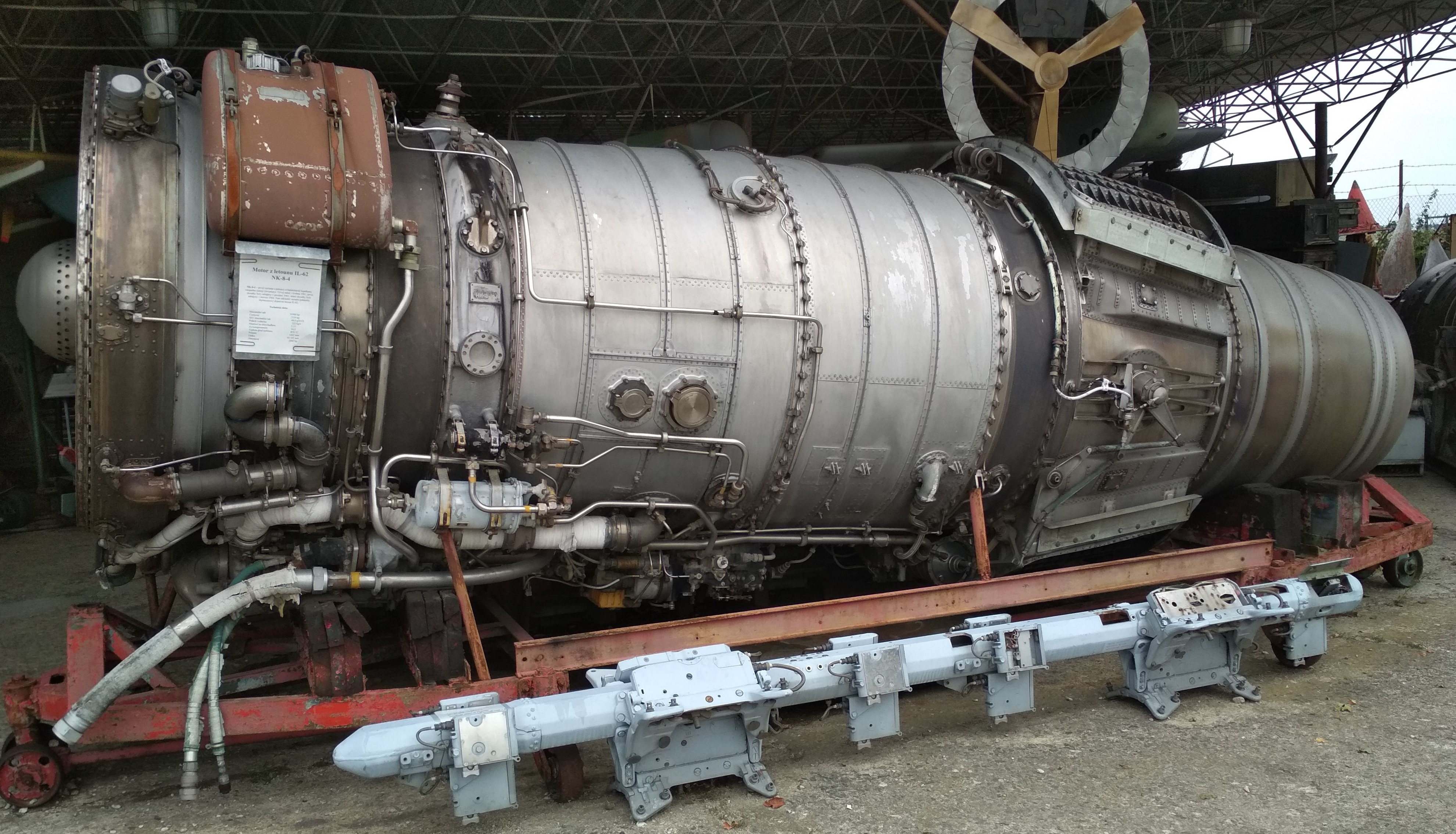
Silnik Ił-a 62

  - KrasAir
  - Mavial Magadan Airlines
  - Rossija
  - Russian Sky Airlines
  - SAT Airlines
  - VIM Airlines
- Turcja
  - Greenair
- Uzbekistan
  - Silnik Ił-a 62Uzbekistan Airways
- ZSRR
  - Aerofłot
- Ukraina
  - Air Ukraine
  - Ukraina
- Wietnam
  - Air Mekong
- Zair
  - Pride African International

## Katastrofy
Wśród 100 największych katastrof lotniczych w czterech uległy zniszczeniu samoloty Ił-62(M):
| Nr w rankingu | Miejsce katastrofy  | Rok  | Liczba zabitych |
| ------------- | ------------------- | ---- | --------------- |
| 40            | Warszawa            | 1987 | 183 osoby       |
| 50            | Krasnaja Polana     | 1972 | 174 osoby       |
| 51            | Hawana              | 1989 | 171 osób        |
| 68            | Königs Wusterhausen | 1972 | 156 osób        |